# Engesa EE-3 Jararaca
Энжеса ЕЕ-3 Жарарака (порт. Engesa EE-3 Jararaca; жарарака — ядовитая змея семейства ямкоголовых) — бразильская колёсная боевая разведывательная машина. Разработана в конце 1970 годов бразильской компанией Энжеса (порт. Engesa) для замены бронеавтомобиля M8 Грейхаунд (англ. M8 Greyhound) на вооружении бразильской армии. EE-3 создавалась как разведывательно-дозорная бронемашина, а также могла служить платформой для ПТУР и ЗУР. В отличие от EE-9 Cascavel и EE-11 Urutu бронемашина EE-3 не поступала на вооружение бразильской армии, но поставлялась на эспорт. Всего за рубеж поставлено 78 машин.

## Варианты
- Платформа ПТРК MILAN

В Национальной гвардии Республики Кипр используется EE-3 Jararaca, оснащённая ПТРК Euromissile MILAN, способным поражать цели на расстоянии до 2 км.
- РХБ разведывательная машина

На EE-3 Jararaca возможны различные варианты установки вооружения. Кроме того, бронемашина предлагалась заказчикам и в варианте РХБ разведывательной машины, однако нет данных о том, что такая машина когда либо производилась на базе EE-3.

## Описание конструкции
EE-3 имеет отделение управления в лобовой, боевое отделение — в средней и моторно-трансмиссионное отделение — в кормовой части машины. Штатный экипаж EE-3 состоит из трёх человек: командира машины, механика-водителя и связиста-наблюдателя.

### Броневой корпус и башня
Закрытый броневой корпус ЕЕ-3 собирался из листов многослойной брони при помощи сварки.Такая броня состоит из двух слоев стали: внешний слой более твёрдый, в то время как внутренний слой является менее твёрдым, но более жёстким. Бразильский исследования показали, что такая конструкция увеличивает бронезащиту боевых машин и дополнительно защищает экипаж от осколков брони, появляющихся после прямого попадания снаряда противотанковой пушки, управляемой ракеты, или гранатомета.

### Вооружение
Вооружение ЕЕ-3 состоит из одного 12,7 мм пулемёта, установленного на крыше командирской башенки. Стрельба из пулемёта может осуществляться как обычным образом, так и дистанционно, изнутри машины, с командирского места.

### Средства наблюдения и связи
Водительское отделение ЕЕ-3 оснащено тремя устройствами перископического наблюдения. Механик-водитель попадает на своё место через бронелюк в крыше корпуса. Вращающаяся башенка командира машины находится за водительским отделением, с правой стороны от центральной оси корпуса, и также оснащена тремя перископическими устройствами. Место связиста-наблюдателя находится слева от места командира машины. Связист попадает на своё место через отдельный бронелюк. Кроме того, в середине каждого борта ЕЕ-3 имеется бронедверь, через которую также можно попасть в машину.

### Двигатели и трансмиссия
Силовая установка EE-3 состоит из одного 4-цилиндрового дизельного двигателя «Мерседес-Бенц» (нем. «Mercedes-Benz») OM 314A мощностью 120 л.с. и механической трансмиссии «Кларк» (англ. «Clark»). имеет пять скоростей для движения вперед, одну — назад, на всех колесах установлены барабанные тормоза, подвеска колес пружинного типа.

### Ходовая часть
ЕЕ-3 имеет колёсную формулу 4 × 4 с управляемыми передними колёсами, независимой пружинной подвеской и гидравлическими амортизаторами. Колёса большого диаметра имеют центральную систему регулировки давления воздуха.

## На вооружении

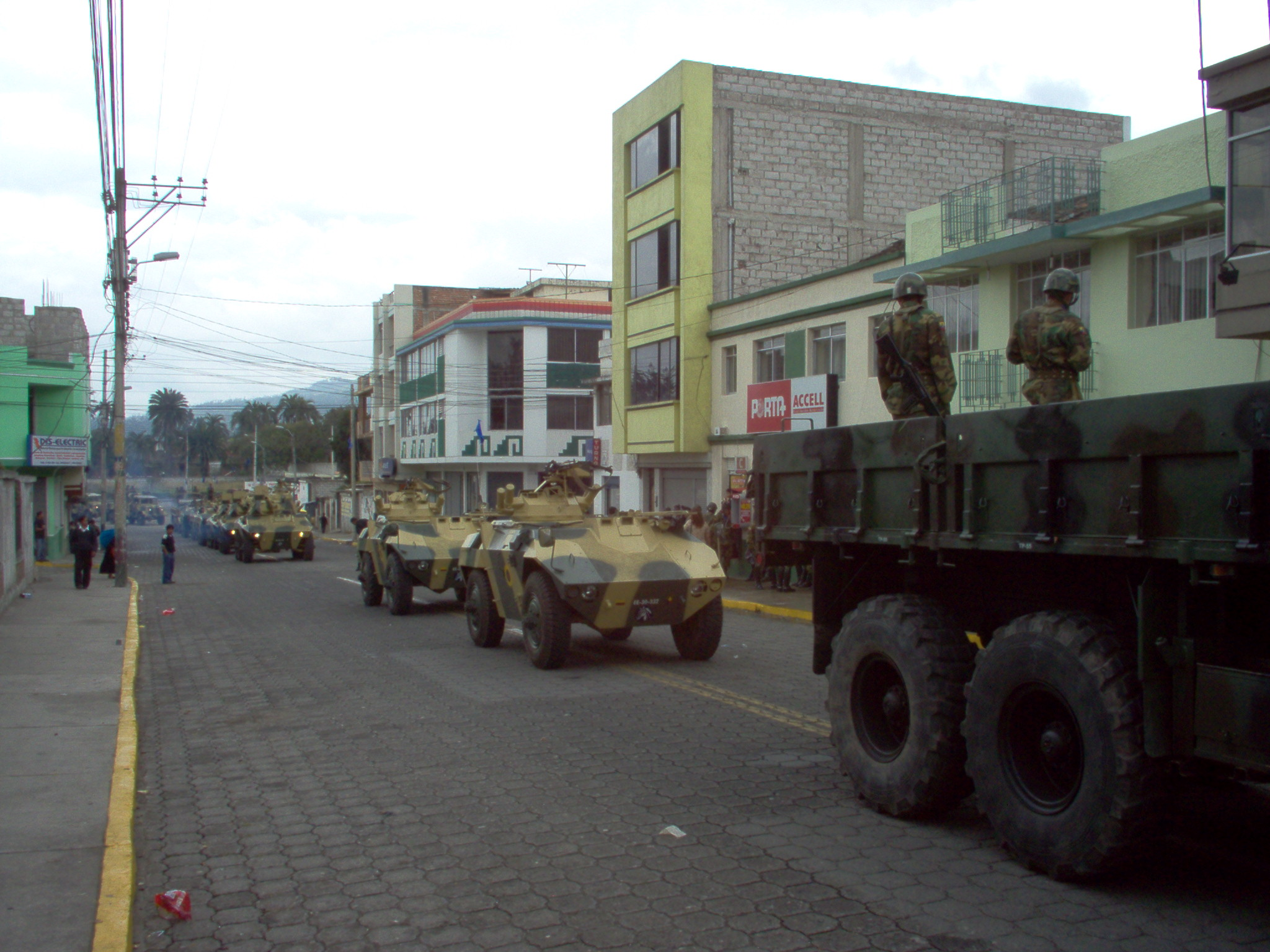
Эквадорские EE-3 Jararaca

| Государство                 | Вариант                                     | Количество |
| --------------------------- | ------------------------------------------- | ---------- |
| Габон - сухопутные войска   | боевая разведывательная машина              | 12         |
| Кипр - сухопутные войска    | боевая разведывательная машина с ПТРК MILAN | 40         |
| Уругвай - сухопутные войска | боевая разведывательная машина              | 16         |
| Эквадор - сухопутные войска | боевая разведывательная машина              | 10         |